# نیروگاه رامین اهواز
نیروگاه حرارتی رامین اهواز نیروگاه حرارتی مستقر در شهر ویس، کیلومتر ۲۰ جاده ملاثانی به اهواز است، که پروژه ساخت آن در سال ۱۳۵۳ توسط شرکت تکنوپروم اکسپورت آغاز شد و بهره‌برداری از آن در سال ۱۳۵۸ آغاز گردید.
نیروگاه رامین در زمینی به مساحت ۲٫۵ میلیون متر مربع یکی از نیروگاه‌های ایران از نوع نیروگاه فوق بحرانی با ظرفیت تولید ۱۹۰۳ مگاوات است، که شامل ۶ واحد بخار ۳۱۵ مگاواتی و دو واحد توربین انبساطی ۶٫۵ مگاواتی است.
سوخت اصلی مصرفی این نیروگاه گاز طبیعی و سوخت اضطراری آن مازوت است.
بر پایه آمار سال ۱۴۰۳ این نیروگاه، برقِ حدود ۲۵ درصد استان خوزستان و ۲ درصد ایران را تولید می‌کند.

## تاریخچه ساخت واحدها
قرارداد احداث فاز یک این نیروگاه در سال ۱۳۵۳ بین توانیر و شرکت تکنوپروم اکسپورت اتحاد جماهیر شوروی سابق بسته شد، که شامل ۲ واحد و هر واحد به قدرت ۳۱۵ مگاوات مدل K-300-240-2 بود.
قرارداد احداث فاز دوم برای احداث دو واحد مشابه دیگر در سال ۱۳۵۴ بین توانیر و تکنوپروم به امضا رسید. واحد یک در مردادماه سال ۱۳۵۸ و واحد دو در شهریورماه ۱۳۶۴ به بهره‌برداری رسیدند.
قرارداد احداث فاز سوم این نیروگاه در سال ۱۳۶۹ و باز هم در ۲ واحد ۳۱۵ مگاواتی با شرکت تکنوپروم اکسپورت منعقد شد. واحد سه نیروگاه در تیرماه ۱۳۷۳ و واحد چهار در آبان‌ماه ۱۳۷۵ به شبکه متصل شدند. واحد پنجم این نیروگاه در آذرماه ۱۳۷۸ به بهره‌برداری رسید تا توان تولیدی این نیروگاه به ۱۸۹۰ مگاوات برسد.
۲ واحد توربین انبساطی هر یک به ظرفیت ۶٫۵ مگاوات در سال ۱۳۸۶ به بهره‌برداری رسید.
ساخت ۲ واحد دیگر در سال ۱۳۸۸ شروع شده که قرار است با پیوستن این واحدها به شبکه توان خروجی این نیروگاه به ۲۵۱۰ مگاوات برسد.

## تولید سالانه
این نیروگاه در سال ۱۳۸۹ توانست به رکورد ۱۱ میلیون و ۵۵ هزار ۱۸۷ مگاوات ساعت انرژی دست یابد. همچنین در سال ۱۳۹۰ با تولید خالص ۱۲ میلیون و ۷۱۶ هزار و ۲۶۳ مگاوات ساعت، رکورد جدیدی را طی ۳۳ سال فعالیت خود کسب کرد.

## مشخصات فنی نیروگاه
مشخصات فنی این نیروگاه به قرار زیر است:

### ژنراتور
توان کل ژنراتور این نیروگاه ۳۷۱ مگاولت‌آمپر و توان اکتیو آن ۳۱۵ مگاوات است. جریان تحریک در بار نامی ژنراتور ۳۰۲۰ آمپر می‌باشد. ولتاژ تحریک در بار نامی ژنراتور ۴۶۶ ولت است. دور نامی ژنراتور ۳۰۰۰ دور در دقیقه است. این ژنراتور از سامانه خنک‌کنندهٔ استاتور با آب مقطر و روتور با هیدروژن استفاده می‌کند. ضریب قدرت آن ۰٫۸۵ است. ولتاژ خروجی ژنراتور ۲۰ کیلوولت می‌باشد.

### ترانسفورماتور مصرف داخلی
نوع ترانسفورماتور مصرف داخلی این نیروگاه، سه‌فاز، ۴۰ مگاولت‌آمپر و با نسبت تبدیل ۲۰/۶٫۳–۶٫۳ کیلوولت است.
تعداد ترانسفورماتورهای مصرف داخلی رزرو این نیروگاه برای هر دو واحد یک دستگاه‌است و هر واحد یک ترانسفورماتور مصرف داخلی اصلی دارد. نسبت تبدیل این ترانسفورماتورها ۲۳۰/۶٬۳–۶٬۳ کیلوولت بوده و نیروگاه دارای دو دستگاه ترانسفورماتور ۱۰ مگاولت‌آمپر است که دارای نسبت تبدیل ۳۳۳۳/۶ هستند و جهت تغذیه از شبکه ۳۳ کیلوولت به کار می‌روند.

### دیزل ژنراتورهای اضطراری
هر واحد این نیروگاه دو دستگاه دیزل ژنراتور دارد که توان تولیدی هر دستگاه ۵۰۰ کیلووات است.

### ترانسفورماتور اصلی
ترانسفورماتور اصلی این نیروگاه، سه فاز۴۰۰ مگاولت‌آمپر با نسبت تبدیل ۲۰/۲۳۰ کیلوولت است.

### بویلر
بویلر این نیروگاه از نوع فوق بحرانی، با پمپ سیرکولاسیون و ۱۶ عدد مشعل متقابل است. فشار بخار تولیدی این بویلر ۲۴۵ کیلوگرم بر سانتی‌متر مربع و درجه حرارت بخار تولیدی ۵۴۵ درجه سلسیوس است. میزان بخار تولید شده توسط این بویلر ۱۰۰۰ تن در ساعت و مصرف سوخت آن ۶۸٫۰۰۰ متر مکعب در ساعت است.

#### تجهیزات جانبی بویلر
- ۲ فن دمش
- ۲ فن مکش
- ۲ فن سیرکولاسیون هوا
- ۲ فن سیرکولاسیون دود
- ۲ فن پیش گرمکن دوارهوا.

### توربین
توربین این نیروگاه از نوع سه مرحله‌ای و یک محوره‌است.
- تعداد سیلندرها: ۳ عدد (سیلندر فشار قوی، متوسط و ضعیف)
- قدرت اسمی توربین: ۳٫۵ مگاوات‌ساعت
- فشار بخار ورودی به توربین:۲۴۵ کیلوگرم بر سانتی‌متر مربع
- درجه حرارت بخار ورودی به توربین: ۵۴۵ درجه سلسیوس
- مقدار بخار ورودی به توربین:۱۰۰۰ تن در ساعت
- ظرفیت تصفیه خانه: ۱۲۰ متر مکعب در ساعت

### توربین‌های انبساطی
در سال ۱۳۸۶، ۲ واحد توربین انبساطی، هر یک به ظرفیت ۶٫۵ مگاوات در نیروگاه رامین نصب شد. این توربین‌ها با نصب در ایستگاه‌های تقلیل فشار گاز شهری و نیروگاه‌ها، برق تولید می‌کنند.
توربین انبساطی را در ایستگاه‌های تقلیل فشار، به منظور کاهش فشار گاز برای مصرف شهری، بر سر راه گاز فشار قوی می‌گذارند که هم باعث کاهش فشار گاز و هم تولید برق می‌شود.
علاوه بر نیروگاه رامین در نیروگاه‌های نکا و شهید منتظری از این توربین‌ها نصب شده‌است.

### پمپ‌های کندانسیت
- تعداد پمپهای مرحله اول: ۳ پمپ برای هر واحد
- دبی پمپ: ۵۰۰ متر مکعب در ساعت
- فشار خروجی پمپ: ۸۵ متر ستون آب

### سامانه آب تغذیه سیکل
- تعداد هیترهای فشار قوی برای هر واحد: ۳ هیتر
- تعداد هیترهای فشار ضعیف برای هر واحد: ۴ هیتر
- تعداد و ظرفیت الکتروفید پمپ آب تغذیه بویلر برای هر واحد: ۲ پمپ با ظرفیت ۵۶۰ متر مکعب در ساعت
- تعداد و ظرفیت پمپ توربوفید پمپ آب تغذیه بویلر برای هر واحد: ۱ پمپ با ظرفیت ۱۱۰۰ متر مکعب در ساعت

### بویلر راه‌انداز
- نوع بویلر راه‌انداز: درام دار
- ظرفیت تولید بخار: ۵۰ تن در ساعت
- درجه حرارت بخار خروجی: ۲۵۰ درجه سلسیوس
- فشار بخار خروجی:: ۱۴ کیلوگرم بر سانتی‌متر مربع
- تعداد بویلرهای راه‌انداز: فاز ۲و۱ دو بویلر – فاز ۳ یک بویلر
- کاربرد: تهیه آب مقطر لازم برای راه‌اندازی واحد و تأمین بخار لازم جهت گرمایش مازوت

### سامانه تأمین آب
آب این نیروگاه از رودخانه کارون تأمین می‌شود.
تعداد پمپ‌های مرحله اول نیروگاه ۱۵ دستگاه با ظرفیت آب دهی ۶۰۰ متر مکعب در ساعت و تعداد پمپ‌های مرحله دوم آن ۱۰ دستگاه می‌باشد و هر واحد ۳ پمپ دارد. دبی پمپ‌ها ۵۰۰ متر مکعب در ساعت است و فشار خروجی‌ای معادل ۲۲۰ متر ستون آب دارند. ۷ استخر ته‌نشینی و یک سامانه تزریق تجهیزات جانبی سامانهٔ تأمین آب این نیروگاه را تشکیل می‌دهند.

### کندانسور
مشخصات کندانسور نیروگاه به شرح زیر است:
- سطح تبادل حرارتی:: ۱۵۴۰۰ متر مربع
- فشار کندانسور: ۰/۷۴ kg f/cm2
- دبی آب خنک کن: ۳۶۰۰۰ متر مکعب در ساعت

### تصفیه خانه شیمیایی
ظرفیت تصفیه خانه شیمیایی نیروگاه ۲۴۰ متر مکعب در ساعت و تعداد فیلترهای سه بستری (مکانیکی) آن ۳ عدد می‌باشد. تعداد فیلترهای کاتیونی (مرحله اول) ۴ سری (دو تایی) و تعداد فیلترهای کاتیونی (مرحله دوم) ۳ سری است که برای تولید تولید آب نرم به کار می‌رود.

### برج خنک‌کن
برج خنک‌کننده نیروگاه از نوع تربادیفیوزرهای فلزی و بتونی و صفحات خنک‌کننده آن ایرانیتی است. میزان کاهش درجه حرارت در برج خنک‌کننده ۴٫۹ درجه سلسیوس است.

### اتصال به شبکه سراسری
نیروگاه رامین از طریق ۲ پست انتقال ۲۳۰ کیلوولت در فاز ۱و۲ (واحدهای ۱ تا ۴) و فاز ۳ (واحدهای ۵و۶) به شبکه ۲۳۰ کیلوولت متصل است.

### سایر تأسیسات
از دیگر تأسیسات این نیروگاه می‌توان به واحد خنثی‌سازی (جهت خنثی‌سازی پسابهای شیمیایی)، تصفیه خانه‌های روغن کمپرسورخانه، تأسیسات سوخت‌رسانی، واحد کلرزنی (بمنظور کلرزنی آب برج‌های خنک کن)، واحد هیدروژن‌سازی (جهت هیدروژن ژنراتورهای واحدها) و سامانه تصفیه فاضلاب‌های بهداشتی و صنعتی، و سامانه جریان مستقیم تأمین تغذیه سامانه‌های دی‌سی اشاره کرد.

## طرح تزریق دی‌اکسیدکربن نیروگاه برای استخراج نفت
طرحی برای تزریق گاز دی‌اکسید کربن این نیروگاه در میدان نفتی رامین در مرحله تحقیقاتی خود قرار دارد که ضمن تأمین گاز لازم برای تزریق به مخازن و افزایش فشار در این میدان‌ها، می‌تواند به کاهش میزان آلایندگی نیروگاه کمک کند.